# Franz Haffner
Franz Haffner (Soletta, 18 novembre 1609 – Soletta, 26 marzo 1671) è stato un notaio, politico e storico svizzero.

## Biografia
Cattolico, fu figlio di Anton Haffner, membro del Gran Consiglio, e di Elisabeth Rütter, e pronipote di Anton Haffner. Studiò presso il collegio dei gesuiti di Dole tra il 1627 e il 1629 e a Basilea nel 1630 e soggiornò poi a Strasburgo nel 1631. Prestò il giuramento civico a Soletta e nel 1634 divenne notaio, per poi diventare a fine 1635 segretario del Consiglio, membro del Gran Consiglio tra il 1636 e il 1639 e tra il 1661 e il 1671), cancelliere cittadino e membro del Consiglio segreto nel 1639. Nel 1634 sposò Maria Magdalena Brunner, figlia di Urs Brunner.
Fu a più riprese inviato di Soletta alla Dieta e nel 1656, dopo la prima guerra di Villmergen, fu uno dei quattro arbitri federali per dispute secondarie. Per questa attività di mediazione fu nominato cavaliere dello Speron d'oro da papa Clemente VII. Notaio apostolico già nel 1654, conseguì poi il titolo di dottore in lettere nel 1655.
In numerosi anni di lavoro ordinò i fondi dell'archivio di Stato di Soletta e fu autore di perizie e scritti polemici per il governo, fra cui Trophaeum veritatis, scritto nel 1661 contro le pretese avanzate dal convento di Beinwil nella signoria di Thierstein. Promosse la fondazione del collegio dei gesuiti a Soletta nel 1646 e nel 1658 si impegnò per il suo consolidamento finanziario. Divenuto cieco, si ritirò dalla carica di cancelliere cittadino nel 1660, ma tornò a far parte del Gran Consiglio come uno dei sei rappresentanti della corporazione dei carpentieri.

## Opere
- Trophaeum veritatis (1661)
- Der klein Solothurner Allgemeine Schaw-Platz (1666)

L'opera Der klein Solothurner Allgemeine Schaw-Platz è una cronaca in due volumi che poneva Soletta al centro della storia mondiale. Scritta in uno stile accessibile e gradevole, l'opera trasmette conoscenze generali ad esempio su misure e monete, il corpo umano e i giacimenti metalliferi. Le sue indicazioni sulla storia di Soletta si basano in parte sulla conoscenza delle fonti, ma anche, nelle pagine del primo volume dedicate alla Preistoria, su leggende e racconti biblici. Il lavoro si distingue per la tolleranza confessionale.